# Comuna de Sieroszewice
Sieroszewice (polaco: Gmina Sieroszewice) é uma gminy (comuna) na Polónia, na voivodia de Grande Polónia e no condado de Ostrowski.
De acordo com os censos de 2004, a comuna tem 9618 habitantes, com uma densidade 58,8 hab/km².

## Área
Estende-se por uma área de 163,54 km², incluindo:
- área agricola: 63%
- área florestal: 30%

## Demografia
Dados de 30 de Junho 2004:
|                      | Total   | Total | Mulheres | Mulheres | Homens  | Homens |
| -------------------- | ------- | ----- | -------- | -------- | ------- | ------ |
|                      | pessoas | %     | pessoas  | %        | pessoas | %      |
| População            | 9618    | 100   | 4799     | 49,9     | 4819    | 50,1   |
| Densidade (pop./km²) | 58,8    | 100   | 29,3     | 29,3     | 29,5    | 29,5   |

De acordo com dados de 2002, o rendimento médio per capita ascendia a 1240,53 zł.

## Subdivisões
- Bibianki, Biernacice, Bilczew, Kania, Latowice, Masanów, Namysłaki, Ołobok, Parczew, Psary, Raduchów, Rososzyca, Sieroszewice, Sławin, Strzyżew, Westrza, Wielowieś, Zamość.

## Comunas vizinhas
- Brzeziny, Godziesze Wielkie, Grabów nad Prosną, Kraszewice, Mikstat, Nowe Skalmierzyce, Ostrów Wielkopolski, Przygodzice